# Anthophora lanata
Anthophora lanata är en biart som beskrevs av Johann Christoph Friedrich Klug 1845. Den ingår i släktet pälsbin och familjen långtungebin. Inga underarter finns listade i Catalogue of Life.

## Beskrivning
Arten har svart grundfärg, hanen dock med en del gula markeringar i ansiktet. Hanen har lång, vit päls i ansiktet; kring ögonen har den dock svarta hår. mellankroppen har gråvit päls med en sparsam inblandning av svarta hår. Även hanens bakkropp har gråvit päls, men inblandningen av svarta hår ökar från den tredje tergiten (ovansidans bakkroppssegment) och bakåt. Honan har hela kroppen klädd med fluffig, grå päls som bara har någon inblandning av svarta hår på mellankroppen. I mitten av den femte tergiten finns ett område med rödbruna till mörkbruna hår. Hanen blir 14 till 15 mm lång, honan 17 till 18 mm.

## Ekologi och utbredning
Som alla i släktet är Anthophora lanata ett solitärt bi och en skicklig flygare. I Egypten förekommer den vid nordkusten med en flygtid från februari till mars. Som många andra större bin, till exempel humlor, är den varmblodig, det vill säga den förmår höja sin kroppstemperatur betydligt över omgivningen med hjälp av muskelaktivitet.

## Utbredning
Anthophora lanata finns i Grekland kring Egeiska havet och på Lesbos, på Cypern, i Israel och i Egypten.